# Enrico Lavarini
Enrico Lavarini (* 1948) ist ein Schweizer Dirigent und Komponist. Sein 1974 gegründetes Orchester Concentus rivensis tritt in verschiedenen Schweizer Orten auf. Für sein Werk erhielt er 2006 den Jahrespreis der St. Gallischen Kulturstiftung. Lavarini wohnt in Walenstadt.
Er komponierte die Oper Jonas und schuf ausserdem sinfonische Werke, Kammermusik, Filmmusik und Volksmusikbearbeitungen.